# Гоголевский сельский совет (Весёловский район)
Гоголевский сельский совет (укр. Гоголівська сільська рада) — входит в состав
Весёловского района
Запорожской области
Украины.
Административный центр сельского совета находится в 
с. Гоголевка.

## История
- 1959 — дата образования.

## Населённые пункты совета
- с. Гоголевка
- с. Мусиевка